# Grand Prix Europy 2016
Grand Prix Europy 2016 (oficjalnie 2016 Formula One Grand Prix of Europe) – ósma eliminacja Mistrzostw Świata Formuły 1 w sezonie 2016. Grand Prix odbyło się w dniach 17–19 czerwca 2016 roku na torze Baku City Circuit w Baku.

## Lista startowa
Źródło: Wyprzedź Mnie!
| Nr | Kierowca          | Zespół                        | Samochód               | Silnik                         | Opony |
| -- | ----------------- | ----------------------------- | ---------------------- | ------------------------------ | ----- |
| 3  | Daniel Ricciardo  | Red Bull Racing               | Red Bull RB12          | TAG Heuer 1.6T V6              | P     |
| 5  | Sebastian Vettel  | Scuderia Ferrari              | Ferrari SF16-H         | Ferrari 059/5 1.6T V6          | P     |
| 6  | Nico Rosberg      | Mercedes AMG Petronas F1 Team | Mercedes F1 W07 Hybrid | Mercedes PU106C Hybrid 1.6T V6 | P     |
| 7  | Kimi Räikkönen    | Scuderia Ferrari              | Ferrari SF16-H         | Ferrari 059/5 1.6T V6          | P     |
| 8  | Romain Grosjean   | Haas F1 Team                  | Haas VF-16             | Ferrari 059/5 1.6T V6          | P     |
| 9  | Marcus Ericsson   | Sauber F1 Team                | Sauber C35             | Ferrari 059/5 1.6T V6          | P     |
| 11 | Sergio Pérez      | Sahara Force India F1 Team    | Force India VJM09      | Mercedes PU106C Hybrid 1.6T V6 | P     |
| 12 | Felipe Nasr       | Sauber F1 Team                | Sauber C35             | Ferrari 059/5 1.6T V6          | P     |
| 14 | Fernando Alonso   | McLaren Honda                 | McLaren MP4-31         | Honda RA616H 1.6T V6           | P     |
| 19 | Felipe Massa      | Williams Martini Racing       | Williams FW38          | Mercedes PU106C Hybrid 1.6T V6 | P     |
| 20 | Kevin Magnussen   | Renault Sport Formula 1 Team  | Renault R.S.16         | Renault RE16 1.6T V6           | P     |
| 21 | Esteban Gutiérrez | Haas F1 Team                  | Haas VF-16             | Ferrari 059/5 1.6T V6          | P     |
| 22 | Jenson Button     | McLaren Honda                 | McLaren MP4-31         | Honda RA616H 1.6T V6           | P     |
| 26 | Daniił Kwiat      | Scuderia Toro Rosso           | Toro Rosso STR11       | Ferrari 059/4 1.6T V6          | P     |
| 27 | Nico Hülkenberg   | Sahara Force India F1 Team    | Force India VJM09      | Mercedes PU106C Hybrid 1.6T V6 | P     |
| 30 | Jolyon Palmer     | Renault Sport Formula 1 Team  | Renault R.S.16         | Renault RE2016 1.6T V6         | P     |
| 33 | Max Verstappen    | Red Bull Racing               | Red Bull RB12          | TAG Heuer 1.6T V6              | P     |
| 44 | Lewis Hamilton    | Mercedes AMG Petronas F1 Team | Mercedes F1 W07 Hybrid | Mercedes PU106C Hybrid 1.6T V6 | P     |
| 55 | Carlos Sainz Jr.  | Scuderia Toro Rosso           | Toro Rosso STR10       | Ferrari 059/4 1.6T V6          | P     |
| 77 | Valtteri Bottas   | Williams Martini Racing       | Williams FW37          | Mercedes PU106C Hybrid 1.6T V6 | P     |
| 88 | Rio Haryanto      | Manor Racing MRT              | Manor MRT05            | Mercedes PU106C Hybrid 1.6T V6 | P     |
| 94 | Pascal Wehrlein   | Manor Racing MRT              | Manor MRT05            | Mercedes PU106C Hybrid 1.6T V6 | P     |
| Nr | Kierowca          | Zespół                        | Samochód               | Silnik                         | Opony |

## Wyniki

### Sesje treningowe
Źródło: Wyprzedź Mnie!
| Sesja | Nr | Kierowca       | Konstruktor | Czas     | Okr. |
| ----- | -- | -------------- | ----------- | -------- | ---- |
| 1     | 44 | Lewis Hamilton | Mercedes    | 1:46,435 | 23   |
| 2     | 44 | Lewis Hamilton | Mercedes    | 1:44,223 | 33   |
| 3     | 44 | Lewis Hamilton | Mercedes    | 1:44,352 | 17   |

### Kwalifikacje
Źródło: Wyprzedź Mnie!
| Poz. | Nr | Kierowca          | Konstruktor          | Q1       | Q2       | Q3       | Poz. s. |
| --- | --- | ----------------- | -------------------- | -------- | -------- | -------- | ------- |
| 1 | 6 | Nico Rosberg      | Mercedes             | 1:43,685 | 1:42,520 | 1:42,758 | 1       |
| 2 | 11 | Sergio Pérez      | Force India–Mercedes | 1:44,462 | 1:43,939 | 1:43,515 | 7       |
| 3 | 3 | Daniel Ricciardo  | Red Bull–TAG Heuer   | 1:44,570 | 1:44,141 | 1:43,966 | 2       |
| 4 | 5 | Sebastian Vettel  | Ferrari              | 1:45,062 | 1:44,461 | 1:43,966 | 3       |
| 5 | 7 | Kimi Räikkönen    | Ferrari              | 1:44,936 | 1:44,533 | 1:44,269 | 4       |
| 6 | 19 | Felipe Massa      | Williams–Mercedes    | 1:45,494 | 1:44,696 | 1:44,483 | 5       |
| 7 | 26 | Daniił Kwiat      | Toro Rosso–Ferrari   | 1:44,694 | 1:44,687 | 1:44,717 | 6       |
| 8 | 77 | Valtteri Bottas   | Williams–Mercedes    | 1:44,706 | 1:44,477 | 1:45,246 | 8       |
| 9 | 33 | Max Verstappen    | Red Bull–TAG Heuer   | 1:44,939 | 1:44,387 | 1:45,570 | 9       |
| 10 | 44 | Lewis Hamilton    | Mercedes             | 1:44,259 | 1:43,526 | 2:01,954 | 10      |
| 11 | 8 | Romain Grosjean   | Haas–Ferrari         | 1:45,507 | 1:44,755 | –        | 11      |
| 12 | 27 | Nico Hülkenberg   | Force India–Mercedes | 1:44,860 | 1:44,824 | –        | 12      |
| 13 | 55 | Carlos Sainz Jr.  | Toro Rosso–Ferrari   | 1:44,827 | 1:45,000 | –        | 18      |
| 14 | 14 | Fernando Alonso   | McLaren–Honda        | 1:45,525 | 1:45,270 | –        | 13      |
| 15 | 21 | Esteban Gutiérrez | Haas–Ferrari         | 1:45,300 | 1:45,349 | –        | 14      |
| 16 | 12 | Felipe Nasr       | Sauber–Ferrari       | 1:45,549 | 1:46,048 | –        | 15      |
| 17 | 88 | Rio Haryanto      | MRT–Mercedes         | 1:45,665 | –        | –        | 16      |
| 18 | 94 | Pascal Wehrlein   | MRT–Mercedes         | 1:45,750 | –        | –        | 17      |
| 19 | 22 | Jenson Button     | McLaren–Honda        | 1:45,804 | –        | –        | 19      |
| 20 | 9 | Marcus Ericsson   | Sauber–Ferrari       | 1:46,231 | –        | –        | 20      |
| 21 | 20 | Kevin Magnussen   | Renault              | 1:46,348 | –        | –        | PIT     |
| 22 | 30 | Jolyon Palmer     | Renault              | 1:46,394 | –        | –        | 21      |
| Poz. | Nr | Kierowca          | Konstruktor          | Q1       | Q2       | Q3       | Poz. s. |
| \| Legenda \| Legenda \| \| ------------------------ \| ---------------------------------------------------------------------------------------------------------------------------------------------------------------------------------------------------------------------------------------------------------------- \| \| Poz. Nr Q1 Q2 Q3 Poz. s. \| Pozycja zajęta w sesji kwalifikacyjnej Numer startowy kierowcy Wynik uzyskany w pierwszej części kwalifikacji Wynik uzyskany w drugiej części kwalifikacji Wynik uzyskany w trzeciej części kwalifikacji Pozycja startowa po uwzględnięniu kar, przesunięć, itp. \| | |                   |                      |          |          |          |         |
| Legenda | |                   |                      |          |          |          |         |
| Poz. Nr Q1 Q2 Q3 Poz. s. | Pozycja zajęta w sesji kwalifikacyjnej Numer startowy kierowcy Wynik uzyskany w pierwszej części kwalifikacji Wynik uzyskany w drugiej części kwalifikacji Wynik uzyskany w trzeciej części kwalifikacji Pozycja startowa po uwzględnięniu kar, przesunięć, itp. |                   |                      |          |          |          |         |

### Wyścig

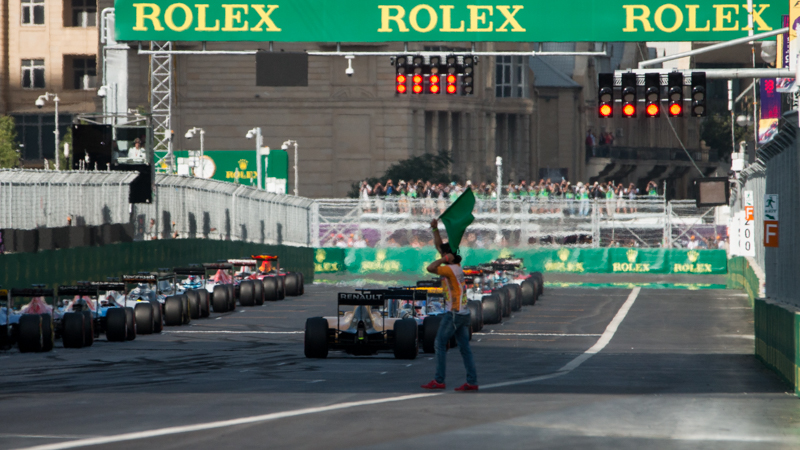
Bolidy na starcie wyścigu

Źródło: Wyprzedź Mnie!
| P                 | + / –     | Nr | Kierowca          | Konstruktor          | Okr. | Czas / Strata | Komentarz       |
| ----------------- | --------- | -- | ----------------- | -------------------- | ---- | ------------- | --------------- |
| 1                 | Bez zmian | 6  | Nico Rosberg      | Mercedes             | 51   | 1:32:52,366   |                 |
| 2                 | 1         | 5  | Sebastian Vettel  | Ferrari              | 51   | +0:16,696     |                 |
| 3                 | 4         | 11 | Sergio Pérez      | Force India–Mercedes | 51   | +0:25,241     |                 |
| 4                 | Bez zmian | 7  | Kimi Räikkönen    | Ferrari              | 51   | +0:33,102     | [ a ]           |
| 5                 | 5         | 44 | Lewis Hamilton    | Mercedes             | 51   | +0:56,335     |                 |
| 6                 | 2         | 77 | Valtteri Bottas   | Williams–Mercedes    | 51   | +1:00,886     |                 |
| 7                 | 5         | 3  | Daniel Ricciardo  | Red Bull–TAG Heuer   | 51   | +1:09,229     |                 |
| 8                 | 1         | 33 | Max Verstappen    | Red Bull–TAG Heuer   | 51   | +1:10,696     |                 |
| 9                 | 3         | 27 | Nico Hülkenberg   | Force India–Mercedes | 51   | +1:17,708     |                 |
| 10                | 5         | 19 | Felipe Massa      | Williams–Mercedes    | 51   | +1:25,375     |                 |
| 11                | 8         | 22 | Jenson Button     | McLaren–Honda        | 51   | +1:44,817     |                 |
| 12                | 3         | 12 | Felipe Nasr       | Sauber–Ferrari       | 50   | +1 okr.       |                 |
| 13                | 2         | 8  | Romain Grosjean   | Haas–Ferrari         | 50   | +1 okr.       |                 |
| 14                | 8         | 20 | Kevin Magnussen   | Renault              | 50   | +1 okr.       |                 |
| 15                | 6         | 30 | Jolyon Palmer     | Renault              | 50   | +1 okr.       |                 |
| 16                | 2         | 21 | Esteban Gutiérrez | Haas–Ferrari         | 50   | +1 okr.       |                 |
| 17                | 3         | 9  | Marcus Ericsson   | Sauber–Ferrari       | 50   | +1 okr.       |                 |
| 18                | 2         | 88 | Rio Haryanto      | MRT–Mercedes         | 49   | +2 okr.       |                 |
| Niesklasyfikowani |           |    |                   |                      |      |               |                 |
|                   |           | 14 | Fernando Alonso   | McLaren–Honda        | 42   | +9 okr.       | skrzynia biegów |
|                   |           | 94 | Pascal Wehrlein   | MRT–Mercedes         | 39   | +12 okr.      | hamulce         |
|                   |           | 55 | Carlos Sainz Jr.  | Toro Rosso–Ferrari   | 31   | +20 okr.      | zawieszenie     |
|                   |           | 26 | Daniił Kwiat      | Toro Rosso–Ferrari   | 6    | +45 okr.      | zawieszenie     |
| P                 | + / –     | Nr | Kierowca          | Konstruktor          | Okr. | Czas / Strata | Komentarz       |

### Najszybsze okrążenie
Źródło: Wyprzedź Mnie!
| Nr | Kierowca     | Konstruktor | Czas     | Okr. |
| -- | ------------ | ----------- | -------- | ---- |
| 6  | Nico Rosberg | Mercedes    | 1:46,485 | 48   |

## Prowadzenie w wyścigu
Źródło: Racing–Reference.info
| Nr                              | Kierowca     | Okrążenia | Suma |
| ------------------------------- | ------------ | --------- | ---- |
| 6                               | Nico Rosberg | 1-51      | 51   |
| \| Wykres \| \| ------ \| \| \| |              |           |      |
| Wykres                          |              |           |      |
|                                 |              |           |      |

## Klasyfikacja po zakończeniu wyścigu

### Kierowcy
| P  | +/− | Kierowca          | Starty | Punkty | P1 | P2 | P3 | PP | NO | NS |
| -- | --- | ----------------- | ------ | ------ | -- | -- | -- | -- | -- | -- |
| 1  | 0   | Nico Rosberg      | 8      | 141    | 5  | –  | –  | 3  | 4  | 1  |
| 2  | 0   | Lewis Hamilton    | 8      | 117    | 2  | 2  | 1  | 4  | 1  | 1  |
| 3  | 0   | Sebastian Vettel  | 7      | 96     | –  | 3  | 2  | –  | –  | 1  |
| 4  | +1  | Kimi Räikkönen    | 8      | 81     | –  | 2  | 1  | –  | –  | 2  |
| 5  | −1  | Daniel Ricciardo  | 8      | 78     | –  | 1  | –  | 1  | 1  | –  |
| 6  | 0   | Max Verstappen    | 8      | 54     | 1  | –  | –  | –  | –  | 2  |
| 7  | 0   | Valtteri Bottas   | 8      | 52     | –  | –  | 1  | –  | –  | –  |
| 8  | +1  | Sergio Pérez      | 8      | 39     | –  | –  | 2  | –  | –  | –  |
| 9  | −1  | Felipe Massa      | 8      | 38     | –  | –  | –  | –  | –  | 1  |
| 10 | 0   | Daniił Kwiat      | 7      | 22     | –  | –  | 1  | –  | 1  | 2  |
| 11 | 0   | Romain Grosjean   | 8      | 22     | –  | –  | –  | –  | –  | 1  |
| 12 | +1  | Nico Hülkenberg   | 8      | 20     | –  | –  | –  | –  | 1  | 2  |
| 13 | −1  | Fernando Alonso   | 7      | 18     | –  | –  | –  | –  | –  | 3  |
| 14 | 0   | Carlos Sainz Jr.  | 8      | 18     | –  | –  | –  | –  | –  | 2  |
| 15 | 0   | Kevin Magnussen   | 8      | 6      | –  | –  | –  | –  | –  | 1  |
| 16 | 0   | Jenson Button     | 8      | 5      | –  | –  | –  | –  | –  | 2  |
| 17 | 0   | Stoffel Vandoorne | 1      | 1      | –  | –  | –  | –  | –  | –  |
| 18 | 0   | Esteban Gutiérrez | 8      | 0      | –  | –  | –  | –  | –  | 2  |
| 19 | 0   | Jolyon Palmer     | 7      | 0      | –  | –  | –  | –  | –  | 2  |
| 20 | 0   | Marcus Ericsson   | 8      | 0      | –  | –  | –  | –  | –  | 2  |
| 21 | +1  | Felipe Nasr       | 8      | 0      | –  | –  | –  | –  | –  | 1  |
| 22 | −1  | Pascal Wehrlein   | 8      | 0      | –  | –  | –  | –  | –  | 1  |
| 23 | 0   | Rio Haryanto      | 8      | 0      | –  | –  | –  | –  | –  | 2  |
| P  | +/− | Kierowca          | Starty | Punkty | P1 | P2 | P3 | PP | NO | NS |

### Konstruktorzy
| P  | +/− | Konstruktor               | Starty | Punkty | P1 | P2 | P3 | PP | NO | NS |
| -- | --- | ------------------------- | ------ | ------ | -- | -- | -- | -- | -- | -- |
| 1  | 0   | Mercedes                  | 16     | 258    | 7  | 2  | 1  | 7  | 5  | 2  |
| 2  | 0   | Ferrari                   | 15     | 177    | –  | 5  | 3  | –  | –  | 3  |
| 3  | 0   | Red Bull Racing TAG Heuer | 15     | 140    | 1  | 1  | 1  | 1  | 1  | 1  |
| 4  | 0   | Williams Mercedes         | 16     | 90     | –  | –  | 1  | –  | –  | 1  |
| 5  | 0   | Force India Mercedes      | 16     | 59     | –  | –  | 2  | –  | 1  | 2  |
| 6  | 0   | Toro Rosso Ferrari        | 16     | 32     | –  | –  | –  | –  | 1  | 5  |
| 7  | 0   | McLaren Honda             | 16     | 24     | –  | –  | –  | –  | –  | 5  |
| 8  | 0   | Haas Ferrari              | 16     | 22     | –  | –  | –  | –  | –  | 3  |
| 9  | 0   | Renault                   | 15     | 6      | –  | –  | –  | –  | –  | 3  |
| 10 | 0   | Sauber Ferrari            | 16     | 0      | –  | –  | –  | –  | –  | 3  |
| 11 | 0   | MRT Mercedes              | 16     | 0      | –  | –  | –  | –  | –  | 3  |
| P  | +/− | Konstruktor               | Starty | Punkty | P1 | P2 | P3 | PP | NO | NS |